# Tour de Selangor
El Tour de Selangor es una carrera ciclista malaya que se celebra en el mes de diciembre alrededor de la región de Selangor en Malasia. La carrera se organizó por primera vez en el año 2017 y forma parte del UCI Asia Tour bajo la categoría 2.2.

## Palmarés
| Año  | Ganador              | Segundo                    | Tercero          |
| ---- | -------------------- | -------------------------- | ---------------- |
| 2017 | Muhamad Zawawi Azman | Nik Mohamad Azman Zulkifli | Ryōhei Komori    |
| 2019 | Marcus Culey         | Loïc Desriac               | Shotaro Watanabe |

## Palmarés por países
| País      | Victorias |
| --------- | --------- |
| Australia | 1         |
| Malasia   | 1         |